# Assiminea brevicula
Assiminea brevicula е вид коремоного от семейство Assimineidae. Видът не е застрашен от изчезване.

## Разпространение
Разпространен е в Бангладеш, Виетнам, Индия (Западна Бенгалия), Китай, Малайзия, Мианмар, Провинции в КНР, Сингапур, Тайван, Тайланд, Филипини, Хонконг, Шри Ланка и Япония.